# Per Abbat
Per Abbat (fl. 1207) es el autor de la copia de 1207 del Cantar de mio Cid. El nombre Per(o) Ab(b)at (Pedro Abad) era muy corriente en la época, lo que hace difícil identificarlo. Colin Smith defendió en 1983 que Per Abbat fue el autor del Cantar (como había hecho Antonio Ubieto Arteta en 1957, aunque sin identificarlo con ninguna persona documentada históricamente en particular), aunque también en 1994 el profesor británico reconoció que probablemente Per Abbat solo fuera el copista.
Para esta última teoría, se suele recurrir a la interpretación literal del éxplicit con que acaba el manuscrito:

Quien escrivió este libro dél' Dios paraiso, amén

Per Abbat le escrivio enel mes de mayo

en era de mill e .CC.      xL.v años.
Cantar de mio Cid, vv. 3731-3733; ed. de Montaner Frutos (2011:628)

Francisco Javier Hérnandez, que considera a Per Abbat un copista, sostuvo que era un canónigo de Toledo documentado entre 1204 y 1211; si bien geográficamente la hipótesis es verosímil, no hay ninguna prueba de que haya una relación necesaria entre el poema y este canónigo. Basándose en un documento que creyeron de 1220 hallado en la catedral de El Burgo de Osma, Timoteo Riaño ha creído identificarlo con un abad del mismo nombre (Pedro, abad) que vivió a principios del siglo XIII en Fresno de Caracena, junto a Gormaz; pero Fernández Flórez, Ruiz Asencio y Montaner Frutos descubrieron que la fecha del documento es en realidad 1274, con lo que el fundamento en que se apoyó la tesis desaparece. Por su parte, Colin Smith propuso en 1983 una elaborada teoría por la que Pedro Abad sería un abogado burgalés que tuvo un pleito contra el Monasterio de Aguilar de Campoo a favor del de Santa Eugenia, a causa de unas posesiones, en 1223. Para apoyar sus alegaciones el tal Pedro Abad usó materiales cidianos de todo tipo que podrían haber sido utilizados años antes (1207) para componer el poema. Postuló, asimismo, que Per Abbat creó la épica castellana a partir de la imitación de los cantares de gesta franceses. Sin embargo, en 1994, replanteó sus hipótesis y aceptó que seguramente Per Abbat solo fue el copista, y que el autor no era identificable, aunque sería culto, tendría conocimientos legales y compondría su obra poco antes de 1207.